# Дяговка
Дяговка или Дягова (укр. Дягівка) — правый приток Мены, протекающий по Менскому району (Черниговская область, Украина).

## География
Длина — 23 км. Площадь бассейна — 168 км². Русло реки (отметки уреза воды) в среднем течении (села Степановка и Дягова) находится на высоте 123,8 м над уровнем моря.
Русло извилистое. На реке создано несколько прудов. В нижнем течении русло выпрямлено в канал (канализировано), шириной 5-6 м и глубиной 1,5-2,2 м, где имеется несколько магистральных каналов с сетью каналов. Ручей у истоков (село Городище) с обрывистыми берегами с пляжами высотой 2 м.
Река берёт начало от двух ручьев севернее села Городище (Менский район). Река течёт на юго-восток. Впадает в Мену (на 12 км от её устья) северо-восточнее села Осьмаки (Менский район).
Пойма занята заболоченными участками, лугами и кустарниками, лесом, огородами (в селах).
Притоки: нет крупных.
Населённые пункты на реке
1. Городище
2. Волосковцы
3. Степановка
4. Дягова